# Microporella antarctica
Microporella antarctica is een mosdiertjessoort uit de familie van de Microporellidae. De wetenschappelijke naam van de soort is voor het eerst geldig gepubliceerd in 1984 door Hu & Wang.